# Joanna Douglas
Joanna Douglas (* 11. April 1983 in Sault Ste. Marie) ist eine kanadische Filmschauspielerin.

## Leben
Joanna Douglas absolvierte ein Schauspiel-Studium an der University of Toronto. Seit 2006 ist sie als Schauspielerin, überwiegend im Fernsehen, zu sehen. Ab 2009 spielte sie als „Samantha Strange“ in der Serie Being Erica – Alles auf Anfang mit. 2010 spielte sie „Joan“ im Horrorfilm Saw 3D – Vollendung. Ab 2018 war sie in der Serie Anne with an E als „Miss Stacy“ zu sehen.

## Filmografie (Auswahl)
- 2008: The Border (Fernsehserie, 1 Folge)
- 2009–2011: Being Erica – Alles auf Anfang (Being Erica, Fernsehserie, 30 Folgen)
- 2010: Saw 3D – Vollendung (Saw 3D)
- 2010: Happy Town (Fernsehserie, 6 Folgen)
- 2011: Republic of Doyle – Einsatz für zwei (Republic of Doyle, Fernsehserie, 1 Folge)
- 2012: Suits (Fernsehserie, 1 Folge)
- 2012: Saving Hope (Fernsehserie, 1 Folge)
- 2013: The Listener – Hellhörig (The Listener, Fernsehserie, 1 Folge)
- 2015: Crimson Peak
- 2016: 11.22.63 – Der Anschlag (11.22.63, Miniserie, 2 Folgen)
- 2016: Murdoch Mysteries (Fernsehserie, 1 Folge)
- 2017: Die Weihnachtskarte (Christmas Inheritance)
- 2017: Designated Survivor (Fernsehserie, 1 Folge)
- 2018–2019: Anne with an E (Fernsehserie, 12 Folgen)
- 2018: The Handmaid’s Tale – Der Report der Magd (The Handmaid’s Tale, Fernsehserie, 1 Folge)
- 2019: Winter Love Story
- 2019: Ransom (Fernsehserie, 1 Folge)
- 2022: Noel Next Door (Fernsehfilm)
- 2022: The Most Colorful Time of the Year (Fernsehfilm)
- 2023: Cascade
- 2023: Christmas by Design